# ノリタケリサイクルセンター
株式会社ノリタケリサイクルセンターは愛知県愛西市に本社を置き、砥石リサイクル事業を営む企業。

## 概要
前身は有限会社名古屋砥石製造所であり、2000年6月27日に使用済み砥石の収集運搬と中間処理を行なう事業免許を取得した。これはノリタケカンパニーリミテドやノリタケボンデッドアブレーシブなどの製造する砥石を使用後に引取り、コアの再利用や砥石のリサイクルを行ない環境保護を進めるノリタケグループの戦略に沿ったものである。
2001年4月1日には組織を改めて株式会社ノリタケリサイクルセンターとなり、同年12月18日には全国から使用済み砥石を収集・運搬できる「広域再生利用指定産業廃棄物処理者」の指定をノリタケカンパニーリミテドが取得した。なお、ノリタケリサイクルセンター自身は愛知県・岐阜県・三重県・滋賀県・静岡県の5県で収集・運搬ができる免許を有している。